# Alois Riegler
Alois Riegler (* 14. Juni 1861 in Sankt Georgen bei Neumarkt, Gemeinde Sankt Marein bei Neumarkt; † 4. Dezember 1940 in Ranten bei Murau) war ein österreichischer Politiker der CS.

## Leben und Karriere
Alois Riegler war hauptberuflich Landwirt. Er war Gründungsmitglied und Funktionär des katholischen konservativen Bauernvereins für Steiermark. Von 1896 bis 1919 war er Bürgermeister der Gemeinde St. Marein bei Neumarkt. Von 1900 bis 1930 war er Mitglied des Steiermärkischen Landtages.
Vom 4. Dezember 1930 bis zum 2. Mai 1934 war er Mitglied des österreichischen Bundesrates für die Christlichsozialen. Vom 25. Februar 1920 bis zum 25. Juni 1926 war Riegler Landesrat im steirischen Landtag und von 1927 bis 1930 neben Josef Pongratz Landeshauptmann-Stellvertreter der Steiermark unter Hans Paul und Anton Rintelen.